# Adil Rami
Adil Rami (Bastia, 1985. december 27. –) világbajnok francia válogatott labdarúgó, a Troyes játékosa. A francia válogatott tagjaként ott volt a 2012-es Európa-bajnokságon, a 2016-os Európa-bajnokságon és a 2018-as világbajnokságon is.

## Pályafutása

### Fréjus
Rami az amatőr ES Fréjus ifiakadémiáján kezdett el futballozni 1994-ben. 2003-ban mutatkozott be a negyedosztályban szereplő első csapatban. 2005/06-os szezon során próbajátékra hívta az élvonalbeli Lille. Egy hetet töltött a csapatnál, és sikerült meggyőznie a vezetőket, így leigazolták.

### Lille
Érkezése után a B-csapathoz került, mivel ott több játéklehetőséget kapott, és több esélye volt a fejlődésre. A 2006/07-es szezon vége előtt két hónappal került fel az első csapathoz. 2007. május 19-én, az Auxerre ellen debütált. Egy héttel később, a Rennes ellen is pályára lépett. Június 4-én megkapta első profi szerződését, mely három évre kötötte őt a klubhoz. A következő idényt már a kezdőcsapat tagjaként kezdte meg. Az idény első meccsén, az FC Lorient ellen megsérült, ami miatt három és fél hónapig nem játszhatott, de visszatérése után alapembere volt a Lille-nek.
2008. október 18-án megszerezte első gólját, a Lyon ellen. 2009 nyarán többek között a Lyon, Marseille, az Arsenal és a Liverpool is szerette volna leigazolni. Úgy tűnt, a Marseille-hez kerül, de csapata az utolsó pillanatban kihátrált az üzletből. Rami dühében azt mondta, a szerződéséből hátralévő időszakot a Lille tartalékai között tölti el, és nem kívánja a továbbiakban segíteni a csapatot. Később bocsánatot kért a kirohanásáért.
A 2009/10-es évadot már ismét alapemberként kezdte meg. 2009. július 30-án, egy Európa-liga-selejtezőn a nemzetközi porondon is bemutatkozhatott. A szezon során a Lens ellen szerezte meg első gólját, szeptember 19-én. 2010. február 25-én, a Fenerbahçe ellen rendkívül fontos gólt szerzett, mellyel csapata bejutott az Európa-liga nyolcaddöntőjébe.

### Valencia
Rami 2011. január 3-án aláírt a Valenciához, de a szezon második felét még a Lille-nél töltötte, kölcsönben. Úgy tudni, a spanyol klub egy hat és tíz millió euró közötti összeget fizetett érte. 2011. június 13-án csatlakozott a Valenciához. Egy Racing Santander elleni meccsen mutatkozott be, ahol első gólját is megszerezte.

### A válogatottban
A marokkói származású Ramit a 2008-as afrikai nemzetek kupája előtt szerették volna behívni a marokkói válogatottba, de ő nemet mondott, mondván Franciaországot szeretné képviselni válogatott szinten. 2008. március 20-án, egy Anglia elleni barátságos meccsre hívták be először a francia válogatottba, de nem jutott játéklehetőséghez. A 2010-es világbajnokság előtt bekerült a bő, 30 fős keretbe, de a végső, 23-as keretben már nem kapott helyet.
2010. augusztus 11-én, Norvégia ellen mutatkozott be a nemzetközi csapatban. Első gólját 2012. május 29-én, Izland ellen szerezte. A 2012-es Európa-bajnokság selejtezőin gyakran lehetőséghez jutott, és a tornára utazó keretbe is bekerült. A franciák első meccsén, Anglia ellen pályára lépett.

## Sikerei, díjai

### Lille
- Francia bajnok: 2010/11
- Francia kupagyőztes: 2011

### Válogatott
- Világbajnokság győztes:2018

## Magánélete
Rami Korzika szigetén, Bastiában született marokkói szülők gyermekeként. Néhány évvel később a család Dél-Franciaországba, Fréjusba költözött. Rami gyakran vállalt alkalmi munkákat a városban, amíg meg nem kapta első profi szerződését. Három testvére van, két lány és egy fiú.

## Fordítás
- Ez a szócikk részben vagy egészben  az   Adil Rami című angol Wikipédia-szócikk fordításán alapul.  Az eredeti cikk szerkesztőit annak laptörténete sorolja fel. Ez a jelzés csupán a megfogalmazás eredetét és a szerzői jogokat jelzi, nem szolgál a cikkben szereplő információk forrásmegjelöléseként.